# Estación Boulogne Sur Mer
Boulogne Sur Mer es una estación ferroviaria ubicada en la localidad homónima, en el partido de San Isidro, Provincia de Buenos Aires, Argentina.

## Ubicación
Se encuentra en la intersección de las vías y la Ruta Provincial 4.
Saliendo de la estación hacia Villa Adelina se encuentran los talleres donde la empresa realiza el mantenimiento y reparaciones del material rodante.

## Servicios
Es una estación intermedia del servicio diesel metropolitano que se presta entre las estaciones Retiro y Villa Rosa.
Es terminal intermedia del servicio; algunos servicios finalizan en esta estación, sobre todo las ubicadas en las primeras y últimas frecuencias del día.

## Historia

### Toponimia
El nombre Boulogne Sur Mer es un homenaje al Libertador Argentino General San Martín, referenciando a la ciudad francesa donde falleció.

## Imágenes

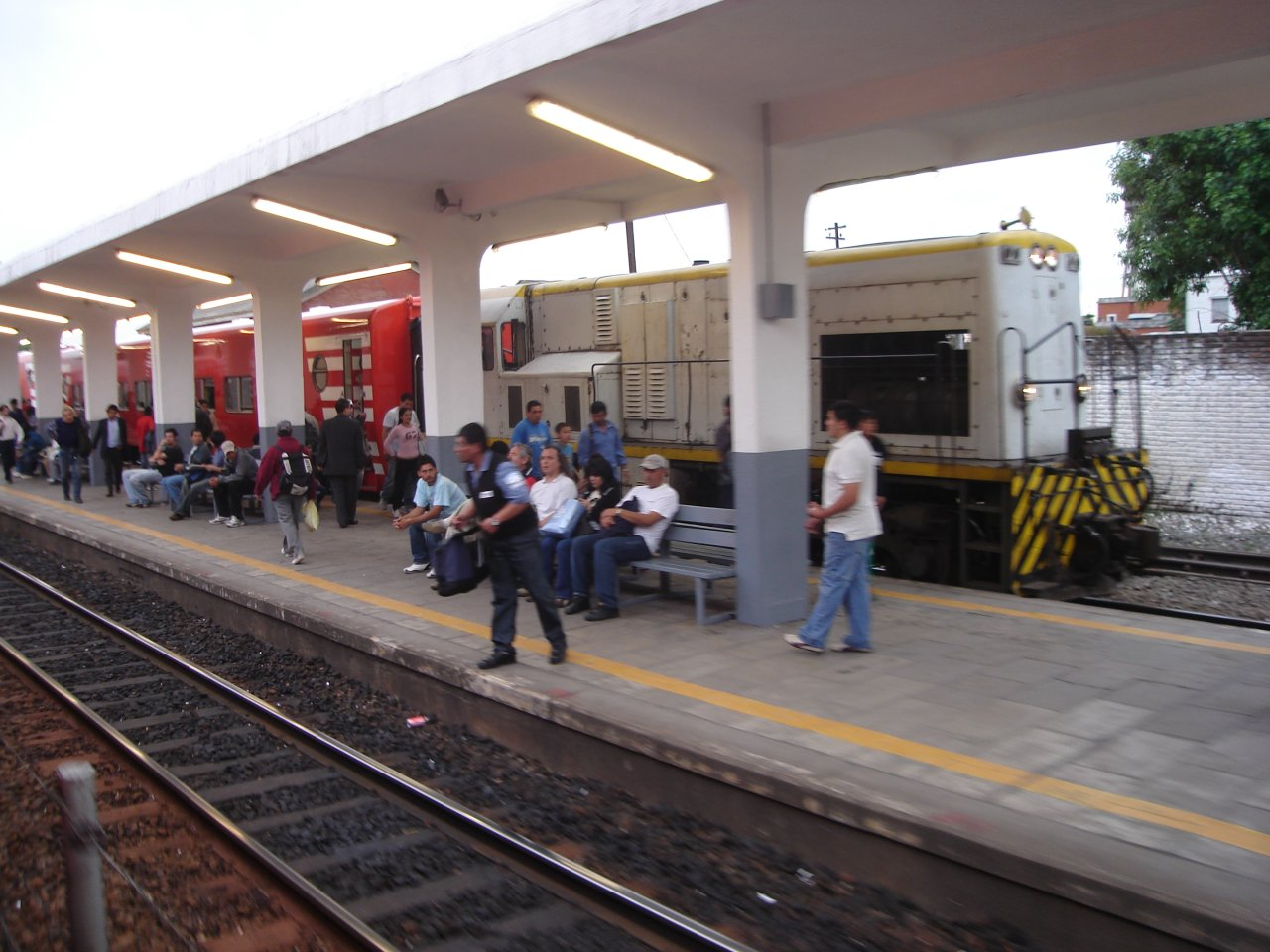
Un servicio local sobre el andén central